# Über die allmähliche Verfertigung der Gedanken beim Reden
Über die allmähliche Verfertigung der Gedanken beim Reden ist ein Aufsatz des Schriftstellers Heinrich von Kleist, der wahrscheinlich in dessen Königsberger Zeit (1805–06) entstand. Die Schrift war wohl entweder für die Zeitschrift Phöbus oder für das Morgenblatt für gebildete Stände bestimmt, wurde aber erst 1878 postum in der Zeitschrift von Paul Lindau (Hg.): Nord und Süd, Bd. 4, S. 3–7, veröffentlicht. Das Autograph ist verschollen, eine Kopie mit Korrekturen Kleists, die bis 1938 noch vorlag, unterdessen auch.

## Inhalt
In diesem Brief an Otto August Rühle von Lilienstern rät Heinrich von Kleist ihm, Probleme, denen er durch Meditation nicht beikommen kann, zu lösen, indem er mit anderen darüber spricht. Dabei ist nicht wichtig, dass dem Gegenüber die Materie bekannt ist, sondern der ausschlaggebende Punkt ist das eigene Reden über den Sachverhalt. Mit dieser Methode könne man sich selbst am besten belehren: „Die Idee kommt beim Sprechen“. Kleist selbst habe diese Idee gehabt, als er beim Brüten über eine algebraische Aufgabe nicht weiter kam, aber im Gespräch mit seiner Schwester darüber eine Lösung fand. Die bereits vorhandene „dunkle Vorstellung“ wird durch das Gespräch präzisiert, da man sich durch das Reden zwingt, dem Anfang auch ein Ende hinzuzufügen (also die Gedanken zu strukturieren). Zwar kann man einen Sachverhalt auch sich selbst vortragen, doch ist das Gegenüber insofern wichtig, als es dazu zwingt, strukturiert zu reden. Zudem kann es förderlich sein, wenn der Gesprächspartner zu erkennen gibt, dass er einen „halb ausgedrückten Gedanken schon […] begriffen“ habe – Kleist geht es also nicht um die Mäeutik im Sinne Sokrates’. Nach Kleists Überzeugung haben auch andere große Redner diese Technik angewandt und wussten beim Beginn des Redens noch nicht, wie die Rede enden würde – als Beispiel führt er Mirabeau in der Französischen Revolution vor dem Ballhausschwur an:

„Mir fällt jener „Donnerkeil“ des Mirabeau ein, mit welchem er den Ceremonienmeister abfertigte, der nach Aufhebung der letzten monarchischen Sitzung des Königs am 23. Juni, in welcher dieser den Ständen auseinander zu gehen anbefohlen hatte, in den Sitzungssaal, in welchem die Stände noch verweilten, zurückkehrte, und sie befragte, ob sie den Befehl des Königs vernommen hätten? „Ja“, antwortete Mirabeau, „wir haben des Königs Befehl vernommen“ – ich bin gewiß, daß er bei diesem humanen Anfang noch nicht an die Bayonnete dachte, mit welchen er schloß: „ja, mein Herr“, wiederholte er, „wir haben ihn vernommen.“ Man sieht, daß er noch gar nicht recht weiß, was er will. „Doch was berechtigt Sie“ – fuhr er fort, und nun plötzlich geht ihm ein Quell ungeheurer Vorstellungen auf – „uns hier Befehle anzudeuten? Wir sind die Repräsentanten der Nation.“ – Das war es, was er brauchte: „Die Nation gibt Befehle und empfängt keine,“ – um sich gleich auf den Gipfel der Vermessenheit zu schwingen. „Und damit ich mich Ihnen ganz deutlich erkläre“ – und erst jetzo findet er, was den ganzen Widerstand, zu welchem seine Seele gerüstet dasteht, ausdrückt: „So sagen Sie Ihrem Könige, daß wir unsere Plätze anders nicht, als auf die Gewalt der Bayonnete verlassen werden.“ – Worauf er sich, selbstzufrieden, auf einen Stuhl niedersetzte.“

Jener anwesende Zeremonienmeister wirkt gewissermaßen als elektrischer Gegenpol, an dem durch Reibung Spannung entsteht. Erst wenn der Redner sich an seinem Gesprächspartner abgearbeitet – „entladen“ – hat, kann er wieder zum ruhigen Gemüt zurückfinden („merkwürdige Übereinstimmung zwischen den Erscheinungen der physischen und moralischen Welt“). Ein weiteres Beispiel sei die Fabel „Les Animaux malades de la peste“ (dt.: Die Pest unter den Tieren) von Jean de La Fontaine, wo der Fuchs, gezwungen eine Verteidigungsrede zu halten, ebenfalls die beschriebene Technik anwendet – „ein solches Reden ist wahrhaft lautes Denken“. Etwas ganz anderes sei es jedoch, wenn der Gedanke schon fertig im Kopf existiere – dann könne er zwar verworren ausgedrückt werden, muss daher aber noch lange nicht verworren gedacht worden sein, weil die Erregung, etwas sagen zu müssen, den Gedanken vielleicht verloren gehen lässt. Daher müsse die Sprache „mit Leichtigkeit zur Hand“ sein, um Denken und Reden korrelieren zu lassen. Wer schneller sein Denken in Reden umsetzen kann, der führe „mehr Truppen ins Feld“ als sein Gegenüber. Um die besten Ergebnisse zu erzielen (d. h. die besten Gedanken zu Tage zu fördern) müsse man eine Person unvermittelt öffentlich mit Fragen konfrontieren, auf die sie spontan zu antworten habe. Dadurch wird sie gezwungen, ihr Wissen zu konkretisieren – wobei nicht sie per se „weiß“, sondern es ist „ein gewisser Zustand unsrer, welcher weiß“.

## Ausgaben
- Heinrich von Kleist: Über die allmählige Verfertigung der Gedanken beim Reden. Eine zwiespältige Ausgabe von Stefan Klamke-Eschenbach und Urs van der Leyn (Designer), mit einem Kommentar von Vera F. Birkenbihl, Dielmann, Frankfurt am Main 1999, ISBN 978-3-929232-55-4.